# Josip Knežević
Josip Knežević (Osijek, 3. listopada 1988.) hrvatski je nogometaš koji igra na poziciji napadačkog veznog. Trenutačno igra za Bijelo Brdo.